# Thecla lollia
Thecla lollia är en fjärilsart som beskrevs av Frederick DuCane Godman och Osbert Salvin 1887. Thecla lollia ingår i släktet Thecla och familjen juvelvingar. Inga underarter finns listade i Catalogue of Life.